# Aleksei Belov
Aleksei Belov (* 4. März 1992 in Tallinn) ist ein estnischer Fußballspieler. Der Stürmer spielt aktuell beim FSV Union Fürstenwalde in der Oberliga Nordost.

## Karriere

### Verein
Aleksei Belov spielte in seiner Jugend beim FC TVMK Tallinn in der Hauptstadt Estlands sowie während einer kurzzeitigen Leihe beim FC Flora Rakvere aus Rakvere. Im Jahr 2008 kam Belov zunächst zu Einsätzen in der Esiliiga für die Zweitmannschaft vom FC TVMK ehe er für das Profiteam aus der Meistriliiga debütierte. Beim Debüt gegen den JK Tulevik Viljandi wurde er nach 85. Spielminuten eingewechselt. Am Saisonende 2008 kam er auf zwei Spiele für den ehemaligen Estnischen Meister; aufgrund finanzieller Schwierigkeiten wurde der Verein jedoch noch im selben Jahr aufgelöst, sodass Belov vereinslos war. Einen neuen Verein fand er in Deutschland dem DSC Arminia Bielefeld. Nachdem Belov zuvor in Estland bereits im Seniorenbereich gespielt hatte, spielte er bei Arminia ausschließlich für die U-17 und U-19. Im Jahr 2010 wechselte Belov zum TuS Dornberg aus der Westfalenliga. Von 2011 bis 2012 spielte er beim dritten Verein aus Ostwestfalen-Lippe dem SC Verl. Im selben Jahr wechselte Belov zurück nach Estland zum FC Flora Tallinn, wo er für drei Jahre unterschrieb. Bei Flora konnte er im ersten Spiel den Estnischen Supercup gegen den JK Trans Narva gewinnen und erzielte beim 4:0-Sieg den dritten Treffer.
Im weiteren Saisonverlauf kam Belov selten zum Einsatz, sodass er zusammen mit seinem Teamkollegen Kaarel Torop bis zum Saisonende 2012 an den FC Viljandi verliehen wurde. Martin Reim, Trainer von Flora hatte Belov nach wenigen Spieltagen wenig Niveau attestiert, dies konnte er beim anderen Meistriliiga-Verein dem FC Viljandi mit einem erzielten Tor nicht widerlegen. Im Februar 2013 unterschrieb er einen Vertrag beim SV Waren 09, für die er in der Rückrunde 2012/13 zu einem Einsatz kam. Im Juli 2013 unterschrieb er einen Vertrag beim JK Trans Narva. Mit der Mannschaft aus Narva nahm er an der Europa League teil. Ein Jahr später spielte er beim JK Tallinna Kalev in der ersten Halbserie der Saison 2014, bevor er zum deutschen Oberligisten FSV Union Fürstenwalde wechselte. Nach einer Saison wechselte er zum Westfalenligisten VfB Fichte Bielefeld, bevor er im Sommer 2016 nach Estland zurückkehrte. Er spielte für JK Tallinna Kalev, JK Tarvas Rakvere und den FC Infonet Tallinn. Anfang der 2020er Jahre kehrte Belov nach Bielefeld zurück und spielte für den Verein SuK Canlar Bielefeld in der Bezirksliga und ab 2024 für den TuS Langenheide in der Kreisliga A.

### Nationalmannschaft
Aleksei Belov spielte von 2009 bis 2011 drei Jahre für die Estnische U-19 Nationalmannschaft, für die er gegen Kroatien nach Einwechslung für Joonas Tamm debütierte. Sein erstes Tor für die U-19 sollte er 2010 gegen die Türkei erzielen, nachdem er für Artur Rättel in das Spiel kam. Zwei weitere Treffer gelangen ihm beim 2:0-Sieg über Norwegen,  sowie eins gegen die Vereinigten Arabischen Emirate im Mai 2011. Im selben Monat absolvierte Belov im kroatischen Poreč die letzte Partie in dieser Altersklasse gegen die Belgische Auswahl.

## Erfolge
mit dem FC Flora Tallinn:
- Estnischer Supercup: 2012